# Chặng đua MotoGP Algarve 2021
Chặng đua MotoGP Algarve 2021 (tên chính thức Grande Prémio Brembo do Algarve 2021) là chặng đua thứ 17 của Giải đua xe MotoGP 2021. Chặng đua được tổ chức ở trường đua Algarve International,Bồ Đào Nha từ ngày 05 tháng 11 đến ngày 07 tháng 11năm 2021. Người chiến thắng là tay đua Francesco Bagnaia của đội đua Ducati.

## Diễn biến chính
Francesco Bagnaia là người giành pole và đã dẫn đầu từ đầu đến cuối. Trong khi đó tay đua vừa lên ngôi vô địch ở chặng trước là Fabio Quartararo lại có lần đầu tiên trong mùa giải phải bỏ cuộc do bị ngã xe ở vòng 21.
Cuối cuộc đua xảy ra va chạm giữa Iker Lecuona và Miguel Oliveira khiến cho cuộc đua phải kết thúc sớm trước 2 vòng.
Tay đua chiến thắng ở 2 chặng trước là Marc Marquez không tham gia chặng đua này do bị chấn thương khi đang tập luyện.

## Kết quả
| Stt                | Số xe | Tay đua           | Xe      | Lap | Thời gian | Xuất phát | Điểm |
| ------------------ | ----- | ----------------- | ------- | --- | --------- | --------- | ---- |
| 1                  | 63    | Francesco Bagnaia | Ducati  | 23  | 38:17.720 | 1         | 25   |
| 2                  | 36    | Joan Mir          | Suzuki  | 23  | +2.478    | 3         | 20   |
| 3                  | 43    | Jack Miller       | Ducati  | 23  | +6.402    | 2         | 16   |
| 4                  | 73    | Álex Márquez      | Honda   | 23  | +6.453    | 8         | 13   |
| 5                  | 5     | Johann Zarco      | Ducati  | 23  | +7.882    | 5         | 11   |
| 6                  | 44    | Pol Espargaró     | Honda   | 23  | +9.573    | 6         | 10   |
| 7                  | 89    | Jorge Martín      | Ducati  | 23  | +10.144   | 4         | 9    |
| 8                  | 42    | Álex Rins         | Suzuki  | 23  | +10.742   | 11        | 8    |
| 9                  | 23    | Enea Bastianini   | Ducati  | 23  | +13.840   | 13        | 7    |
| 10                 | 33    | Brad Binder       | KTM     | 23  | +14.487   | 19        | 6    |
| 11                 | 30    | Takaaki Nakagami  | Honda   | 23  | +20.912   | 22        | 5    |
| 12                 | 10    | Luca Marini       | Ducati  | 23  | +22.450   | 12        | 4    |
| 13                 | 46    | Valentino Rossi   | Yamaha  | 23  | +22.752   | 16        | 3    |
| 14                 | 4     | Andrea Dovizioso  | Yamaha  | 23  | +26.207   | 21        | 2    |
| 15                 | 6     | Stefan Bradl      | Honda   | 23  | +26.284   | 20        | 1    |
| 16                 | 12    | Maverick Viñales  | Aprilia | 23  | +26.828   | 18        |      |
| 17                 | 21    | Franco Morbidelli | Yamaha  | 23  | +27.863   | 9         |      |
| Ret                | 88    | Miguel Oliveira   | KTM     | 22  | Tai nạn   | 17        |      |
| Ret                | 27    | Iker Lecuona      | KTM     | 22  | Tai nạn   | 10        |      |
| Ret                | 20    | Fabio Quartararo  | Yamaha  | 20  | Ngã xe    | 7         |      |
| Ret                | 41    | Aleix Espargaró   | Aprilia | 7   | Ngã xe    | 14        |      |
| Ret                | 9     | Danilo Petrucci   | KTM     | 0   | Ngã xe    | 15        |      |
| Báo cáo chính thức |       |                   |         |     |           |           |      |

Nguồn: Trang chủ MotoGP

## Bảng xếp hạng sau chặng đua
Bảng xếp hạng top 5 tay đua, xưởng đua, đội đua:
|   | Stt | Tay đua           | Điểm |
| - | --- | ----------------- | ---- |
|   | 1   | Fabio Quartararo  | 267  |
|   | 2   | Francesco Bagnaia | 227  |
|   | 3   | Joan Mir          | 195  |
| 1 | 4   | Jack Miller       | 165  |
| 1 | 5   | Johann Zarco      | 163  |

|  | Stt | Xưởng đua | Điểm |
|  | --- | --------- | ---- |
|  | 1   | Ducati    | 332  |
|  | 2   | Yamaha    | 298  |
|  | 3   | Suzuki    | 227  |
|  | 4   | Honda     | 211  |
|  | 5   | KTM       | 196  |

|   | Stt | Đội đua                      | Điểm |
| - | --- | ---------------------------- | ---- |
| 1 | 1   | Ducati Lenovo Team           | 392  |
| 1 | 2   | Monster Energy Yamaha MotoGP | 364  |
|   | 3   | Team Suzuki Ecstar           | 294  |
| 1 | 4   | Pramac Racing                | 258  |
| 1 | 5   | Repsol Honda Team            | 250  |